# Selin Yeninci

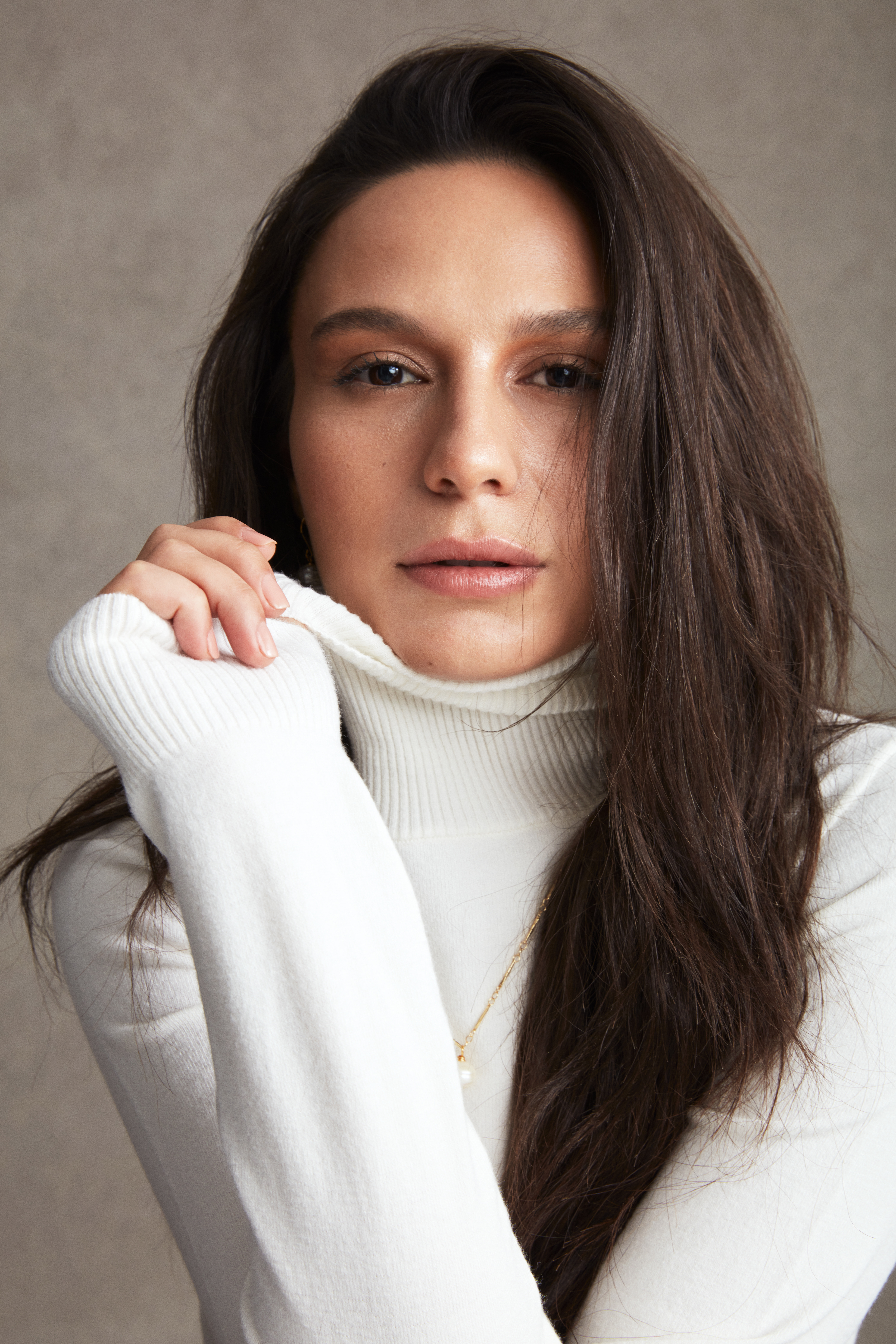
Selin Yeninci

Selin Yeninci (* 16. Januar 1988 in Istanbul) ist eine türkische Schauspielerin.

## Leben und Karriere
Yeninci wurde am 16. Januar 1988 in Istanbul geboren. Sie besuchte die İzmir Atatürk High School. Danach studierte sie an der Universität des 9. September. Ihr Debüt gab sie 2011 in der Fernsehserie Cennetin Sırları. Von 2013 bis 2014 bekam sie eine Rolle in Vicdan. Anschließend war Yenici 2018 in der Serie Avlu zu sehen. Bekanntheit erlangte sie in der Serie Bir Zamanlar Çukurova. Außerdem bekam sie die Auszeichnungen International Adana Film Festival und 53rd Turkish Film Critics Association Awards.

## Filmografie
Filme
- 2014: Toz Ruhu
- 2014: Olur Olur
- 2020: Nasipse Adayız
- 2022: Kurak Günler

Serien
- 2011: Cennetin Sırları
- 2013: Galip Derviş
- 2013–2014: Vicdan
- 2014: Ah Neriman
- 2015: Tatlı Küçük Yalancılar
- 2016: Kaçın Kurası
- 2017: Yüz Yüze
- 2018: Avlu
- 2018–2022: Bir Zamanlar Çukurova
- 2021: İlk ve Son
- 2022: Annenin Sırrıdır Çocuk

## Auszeichnungen

### Gewonnen
- 2020: International Adana Film Festival in der Kategorie „Beste Nebendarstellerin“[4]
- 2020: 53rd Turkish Film Critics Association Awards in der Kategorie „Beste Nebendarstellerin“[2]
- 2020: Turkey Youth Awards in der Kategorie „Beste Nebendarstellerin“[5]